# SV Mettlach
Der SV 1920 Mettlach ist ein Fußballverein aus der saarländischen Gemeinde Mettlach. 

## Geschichte
Der Verein wurde 1920 als Fußballabteilung innerhalb des Turnvereins 1885 Mettlach gegründet und ab 1923 selbstständig geführt. Er spielte in den 1960er Jahren fünf Spielzeiten in der Amateurliga Saarland. Mit dem Gewinn des Saarlandpokals 1984, 1993 und 1995 qualifizierte sich der Klub für die 1. Hauptrunde um den DFB-Pokal.
1993, 2000 und 2008 stieg er jeweils in die Oberliga Südwest auf und verbrachte insgesamt neun Spielzeiten dort. Seit 2009 spielt der Verein durchgehend in der sechstklassigen Saarlandliga. Am 11. Mai 2021 schloss sich die Senioren-Abteilung der SpVgg Merzig an und gründete die SG Mettlach/Merzig.

## Teilnahmen am DFB-Pokal
- 1984/85: 1. Runde; SpVgg Bayreuth (Bayernliga) – SV Mettlach 7:0; 1.100 Zuschauer
- 1993/94: 1. Runde; SV Mettlach – SG Wattenscheid 09 (Bundesliga) 0:2; 7.000 Zuschauer in Dillingen/Saar
- 1995/96: 1. Runde; SV Mettlach – Hertha BSC (2. Bundesliga) 0:4; 2.500 Zuschauer

## Stadion
Das etwa 4.500 Zuschauer fassende Villeroy & Boch-Stadion wurde 1990 erbaut und trug bis 2018 den Namen Stadion am Schwimmbad. Es verfügt über ein kleines Vereinsheim, eine Aschelaufbahn, Flutlicht und hat auf beiden Seiten jeweils Ausbau in Form von Stehstufen. Bis 1990 trug der Verein seine Spiele auf dem Sportplatz am Wingertshaus aus.

## Erfolge
- Saarlandpokalsieger: 1984, 1993, 1995
- Saarlandliga-Meister: 1993, 2000, 2008